# Augustus van Prima Porta

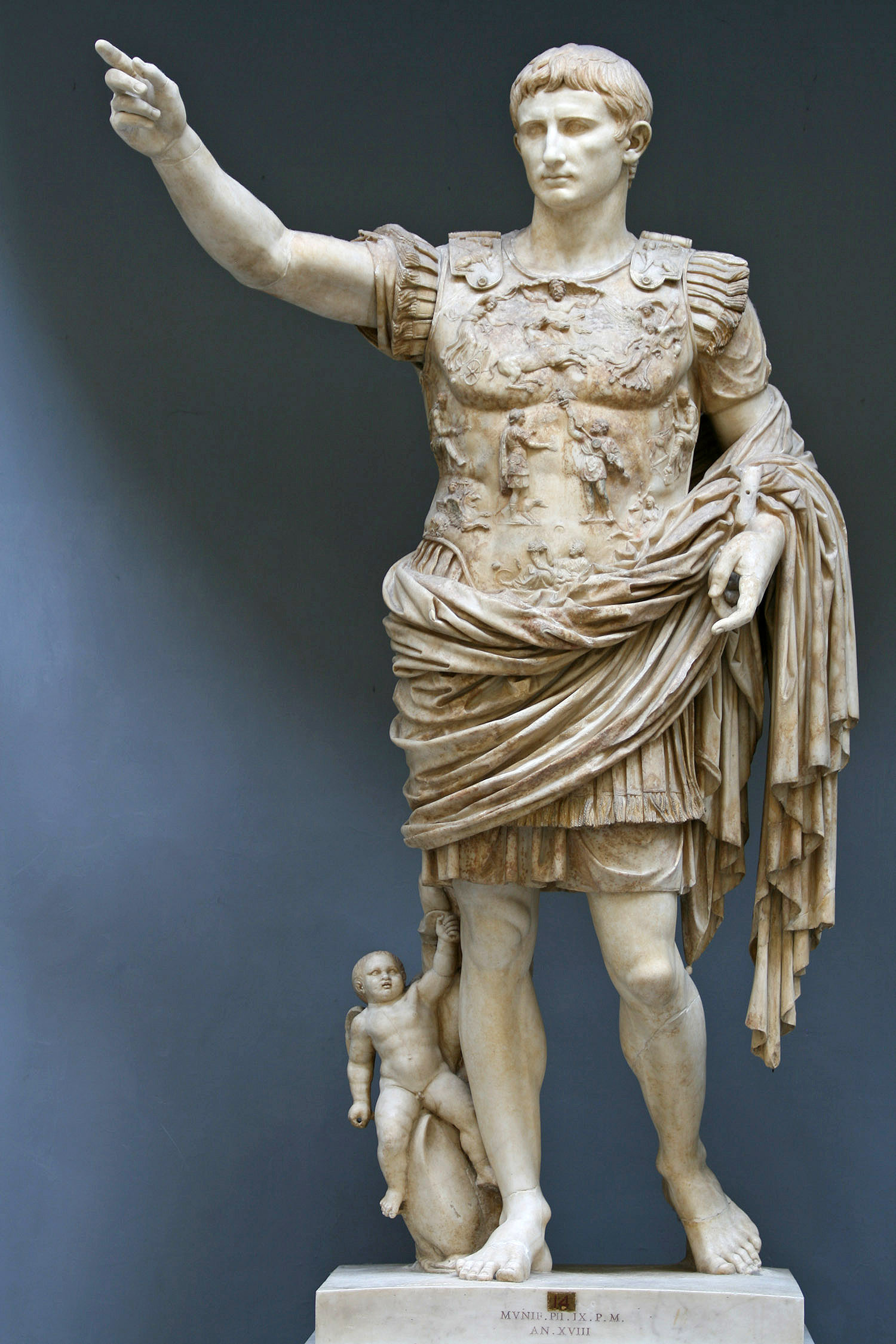
Augustus van Prima Porta

De Augustus van Prima Porta is een standbeeld uit de 1e eeuw van de Romeinse keizer Augustus. Het beeld werd op 20 april 1863 in de villa van Augustus' vrouw Livia ontdekt. Na restauratie kreeg het beeld een plek in de nieuwe vleugel (Braccio Nuovo) van het Chiaramonti Museum (onderdeel van de Vaticaanse Musea).

## Beschrijving
Het 2,08 meter hoge marmeren beeld toont de keizer in de houding van een veldheer die zijn manschappen toespreekt. Zijn geïdealiseerde gezicht straalt eeuwige jeugd uit en zijn kuras toont de symbolen van zijn goddelijke afkomst. Aan de rechtervoet van de keizer heeft de beeldhouwer een Cupido op een dolfijn geplaatst, om het beeld zo meer steun te geven. Cupido is een zoon van Venus, van wie Augustus zei dat hij afstamde.

## Onderzoek polychromie

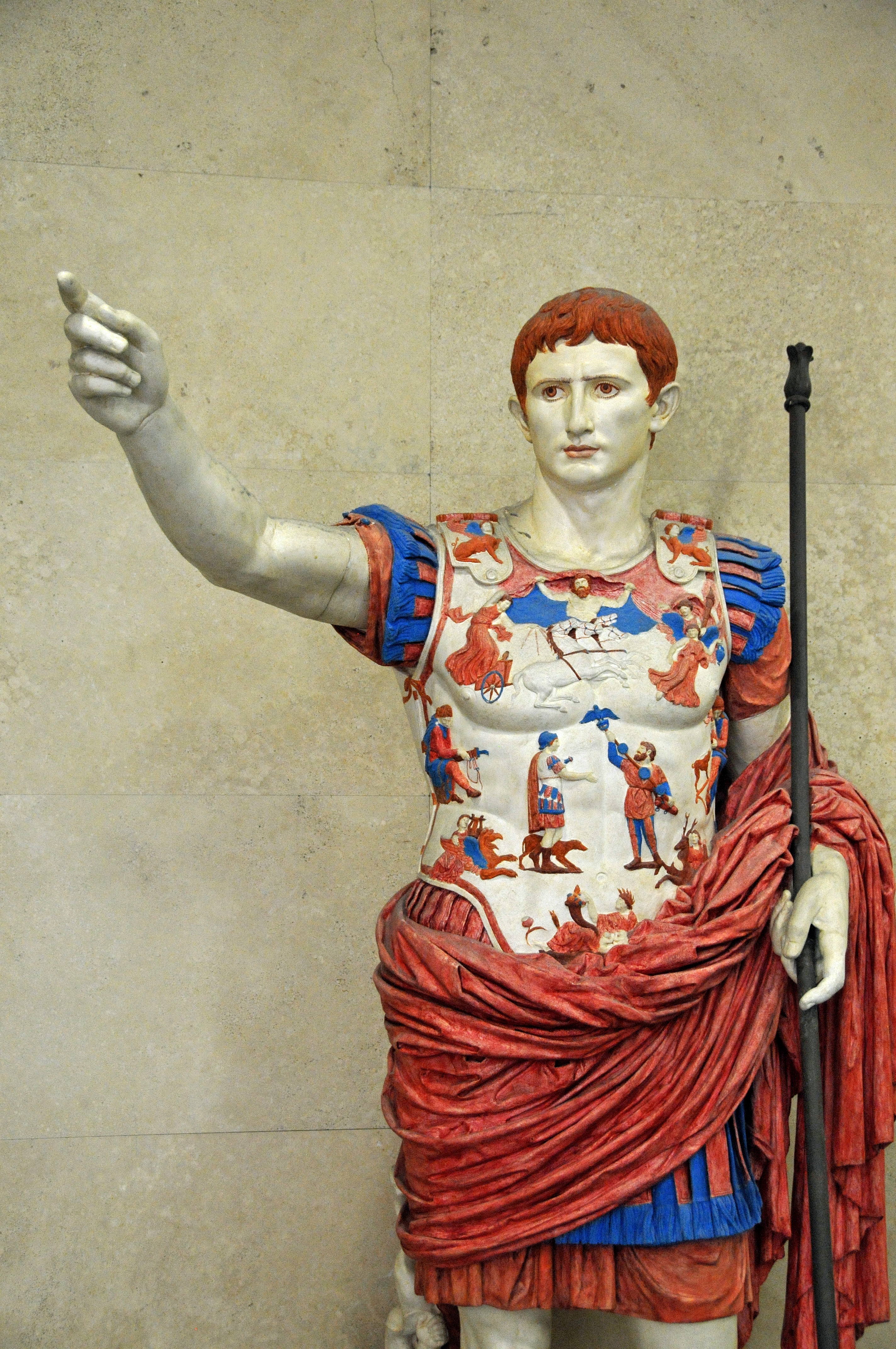
Gekleurde reconstructie van het beeld na onderzoek van de aanwezige pigmenten.

Het beeld Augustus van Prima Porta is vanaf de vondst in 1863 belangrijk geweest in het debat rond polychromie in de klassieke kunst. Omdat het beeld was gevormd naar voorbeeld van het Griekse beeld doruphoros en tegelijk een duidelijk Romeins voorkomen had, wordt algemeen aangenomen dat het in zekere zin representatief is voor het kleurgebruik in alle periodes in de Griekse en Romeinse oudheid.
In 1886 verscheen de eerste 'ingekleurde' reconstructie, waarna vele varianten volgden. Bij de schoonmaak van het beeld in 1999 werden de pigmenten opnieuw geanalyseerd, op basis waarvan in 2003 opnieuw een reconstructie werd gemaakt. Hoewel het was gebaseerd op uitgebreid onderzoek, werd onder meer de mate van het kleurgebruik van deze reconstructie wel bekritiseerd. Het onderzoek toonde aan dat het kleurenpalet bestond uit zes/zeven kleuren, waaronder vier verschillende tinten rood en bruin. Opvallend is dat het beeld niet volledig was beschilderd. Vermoedelijk is dat enerzijds gebeurd om de figuren op het pantser door het contrast duidelijker naar voren te laten komen. Daarnaast zou een glimmende, ivoorkleurige huid als schoonheidsideaal worden beschouwd, behorend tot die van een held. Het marmer van dit beeld was dan ook van het kostbare Parische marmer (lychnites, afkomstig van Paros), wat enkel voor uitzonderlijke beelden werd gebruikt.